# Catocala deducta
Catocala deducta — вид метеликів з родини еребід (Erebidae).

## Поширення
Вид поширений на Алтайських та Уральських горах.

## Спосіб життя
Личинки живляться листям тополі та верби.